# Jorge Taveras
Jorge Edmundo Taveras Andújar (* 23. April 1945 in Santo Domingo; † 3. Dezember 2021 in Orlando, Florida) war ein dominikanischer Komponist, Arrangeur und Dirigent.
Taveras studierte nach dem Besuch der Escuela Elemental de Música am Conservatorio Nacional de Música de Santo Domingo und zwei Jahre lang am Conservatorio de Música de Puerto Rico. Er wirkte als Arrangeur und Komponist an verschiedenen Festivals mit, so an den Festivals der Organización de Televisión Iberoamericana in Mexiko, Brasilien und Puerto Rico und am Festival de Onda Nueva in Venezuela.
Vier Jahre lang leitete Taveras die Band des Heinken Jazz Festival von Alto de Chavón. Er wirkte als musikalischer Direktor der Fernsehsendungen Nosotros a las ocho, El show del mediodía, El gordo de la semana und De noche y Punto final. Außerdem war er Moderator, Interpret und musikalischer Leiter der eigenen Fernsehshow Fantástico. Zu den Musikern, mit denen er zusammenarbeitete, zählen u. a. Sonia Silvestre, Cheo Zorrilla, Adalgisa Pantaleón, Audrey Campos, Carlos Alfredo Fatule, Crystal Marie, Carolina Hernández, Francis Santana, Frank Ceara, Jaqueline Estévez, José Antonio Rodríguez, José Emilio Joa, Joseíto Mateo, Katia Rodríguez, Miriam Cruz, Pavel Núñez, Rhina Ramírez, Claudia Sierra und Víctor Víctor.
1977 wurde Taveras mit dem Premio El Dorado ausgezeichnet, 1987 verlieh ihm die Asociación de Cronistas de Arte den Premio Casandra. Er galt als einer der wichtigsten Arrangeure, Komponisten und Musiker des kommerziellen Musikbetriebes in der Dominikanischen Republik.